# Временный Дальневосточный Украинский Краевой Комитет
Временный Дальневосточный Украинский Краевой Комитет - временный исполнительный орган украинского движения на Дальнем Востоке в 1917—1918 годах. Высший орган Зелёной Украины до момента создания Украинского Дальневосточного Секретариата.

## Название
Комитет имел несколько вариантов похожих названий:
Временный Дальневосточный Украинский Комитет,
Дальневосточный Украинский Исполнительный Комитет,
Временный Украинский Дальневосточный Комитет,
Дальневосточный Украинский Комитет,
Украинский Дальневосточный Комитет,
Дальневосточный Украинский Краевой Комитет,
Украинский Краевой Дальневосточный Комитет.

## История
Избран на Первом Украинском Дальневосточном съезде в июне 1917 года для руководства деятельностью местных украинских организаций на период до созыва следующего съезда и для подготовки создания центральных украинских органов Дальнего Востока.
В первый состав Комитета, который имел центром Никольский-Уссурийский, где были избраны: Анисим Ступак (председатель), П. Василенко, Н. Прокопец, И. Игнатенко, А. Попович.
На Втором Украинском Дальневосточном съезде в Хабаровске в январе 1918 года был избран новый состав Комитета (председатель - Г. Кириченко-Могила, члены - Г. Мелашич, В. Кушнаренко), который должен подготовить устав Украинской Дальневосточной Краевой Рады. Избранный этим съездом Временный Комитет с большим восторгом взялся за агитационную дело. Члены комитета ездили по селам, активно агитируя украинское крестьянство, распространяя информацию об украинском национальном движении.
Было начато издание украинской газеты «Новая Украина». Но острой проблемой оставался нехватки средств на деятельность комитета, из-за чего для командировки в Украину делегата, избранного Вторым Украинским Дальневосточным съездом, Г. Мелашич принужден был сам отыскивать средства как свою личную ссуду.
Комитет действовал до Третьего Украинского Дальневосточного съезда, в апреле 1918 года функции комитета взял на себя специально созданный Украинский Дальневосточный Секретариат.